# Two's Missing
Two's Missing — тринадцята збірка англійської групи The Who, яка була випущена 11 квітня 1987 року.

## Композиції
1. Bald Headed Woman - 2:09
2. Under My Thumb - 2:35
3. My Wife - 6:38
4. I'm a Man - 3:11
5. Dogs - 3:05
6. Dogs Part Two - 2:26
7. Circles - 2:09
8. The Last Time - 2:50
9. Water - 4:32
10. Daddy Rolling Stone - 2:48
11. Heatwave - 2:40
12. Goin' Down (Live) - 3:41
13. Motoring - 2:50
14. Waspman - 3:05

## Склад
- Роджер Долтрі — вокал
- Джон Ентвістл — бас гітара, бек-вокал;
- Кенні Джонс — ударні
- Піт Таунсенд — гітара, синтезатори, фортепіано